# Copa Integração de Futebol de 2007
A Copa Integração de 2007 foi a 3ª edição dessa competição brasileira de futebol, que envolvia clubes da região Nordeste do Brasil. Foi uma competição regional que inicialmente, era disputada por clubes que tinham o objetivo de se prepararem para as competições estaduais do ano seguinte. Teve como campeão, a equipe do interior do estado de Ceará, o Icasa Esporte Clube e tendo como vice, o Guarani de Juazeiro, também do interior cearense.

## Formato
A Copa Integração de 2007, foi disputada por 6 equipes da Região Nordeste, divididos em 2 grupos com 3 equipes cada. Avançando para a final, o clube com maior pontuação em cada grupo. Os clubes classificados, disputaram uma final em jogo único. Caso houvesse equipes empatadas em pontos, o critério de desempate usado, foi o da seguinte forma:
Fase de grupos
1. Número de vitórias
2. Saldo de gols
3. Gols marcados

Fase final
1. Prorrogação
2. Marcação de pênaltis, conforme as Regras do Jogo de Futebol.

## Participantes
| Equipe              | Cidade            | Estado | Em 2006 | Estádio (mando)    | Capacidade |
| ------------------- | ----------------- | ------ | ------- | ------------------ | ---------- |
| Guarani de Juazeiro | Juazeiro do Norte | CE     | 1º      | Romeirão           | 16 000     |
| Icasa               | Juazeiro do Norte | CE     | —       | Romeirão           | 16 000     |
| Picos               | Picos             | PI     | —       | Gigantão da Malva  | 7 200      |
| Salgueiro           | Salgueiro-PE      | PE     | —       | Cornélio de Barros | 12 070     |
| Serrano-PE          | Serra Talhada     | PE     | —       | Pereirão           | 5 000      |
| Sousa               | Sousa-PB          | PB     | —       | Marizão            | 9 500      |

## Fase de grupos
| Legenda                          |
| Classificado para a final #Final |
| Eliminado                        |

## Final
| 30 de dezembro | Guarani de Juazeiro | 0–2    | Icasa                    | Romeirão, Juazeiro do Norte                               |
| 16:30          |                     | Súmula | 73' Isac · 75' Wanderley | Público: 6 048 Renda: R$ 33.813,50 Árbitro: Luís Marcílio |

| Guarani de Juazeiro | Icasa |

## Premiação
| Copa Integração de 2005   |
| Ceará                     |
| ------------------------- |
| Icasa Campeão (1º título) |

| Vice-campeão        | Terceiro colocado | Quarto colocado |
| ------------------- | ----------------- | --------------- |
| Guarani de Juazeiro | Sousa             | Salgueiro       |

## Classificação final
Somando os pontos da primeira fase e do jogo da final.